# Caladan
A Caladan Frank Herbert A Dűne regényeiben szereplő kitalált bolygó. Első említése az 1965-ben megjelent A Dűne c. könyvben található. I. Leto Atreides, Paul Atreides és őseik szülőhelye.

## Áttekintés
A Caladan a Delta Pavonis csillag harmadik bolygója, az Atreides ház ősi hűbérbirtoka. Az Atreidesek már huszonhat generáció óta kormányozzák, székhelyük az ősi Caladan kastély. A Caladan egy óceánbolygó, felszínét túlnyomórészt víz borítja; éghajlatát a csapadékkörforgás és az erős szelek határozzák meg, amely azonban elég elviselhető és nem teszi szükségessé az időjárásszabályozó eszközöket. A lakható földterület három kisebb kontinensre korlátozódik (Nyugati, Keleti és Déli kontinensek), ezeket mezők, mocsarak és sűrű erdők borítják. A bolygó erőforrásait főleg a mezőgazdaság és a biomassza alkotja, a gazdaság legfőbb ágai a halászat és a helyi pundirizs termesztése, ez a lakosság két fő élelemforrása. Az egyéb tradicionális termékek között van a bor, bálnaszőrme, a korall, különféle drágakövek, és az állatállomány, különösen a hatlábú lovak (thorse) és marhák.

## Jellemzés
A bolygó nagy részét óceánok borítják. Három kisebb szigetkontinens található rajta. Legnagyobb települése, ami egyben a főváros is, Cala City, amely a Nyugati kontinensen fekszik. Cala City-ben van a bolygó fő űrkikötője is és az Atreidesek székhelye, a Caladan Kastély is. A Keleti kontinensen a bolygó őslakói élnek és a Remetenővérek egy kolostora áll ott. A Déli kontinensen egy második űrkikötő található. Fő kiviteli cikk a caladani bor és a pundirizs. A lakosság jó része halászik, lévén, hogy a bolygó bővelkedik vízben.

## Története
A caladani őslakosok zenszuni vándorok voltak, akik a bolygón ragadtak vándorlásuk során, még a Butleri Dzsihad előtt. A bolygó a Butleri Dzsihad során a kevés Szövetségen kívüli bolygóhoz tartozott, tehát nem volt része az Összehangolt Világoknak, sem a Nemesek Szövetségének. A harcok során egy Caladan melletti ütközetben egy gépflotta szétzúzta  Ulf Harkonnen hajóját, akinek fia, Piers Harkonnen a bolygóra zuhant és ott is maradt egész életében.
A Liga előtt 205-ben menekültek érkeztek a bolygóra az Összehangolt Világokról. Serena Butler is meglátogatta a bolygót egy segélyakció keretében. Ebben az időben a halászközösségek egy laza kormányzatot alkottak, amely felkeltette a Nemesek Szövetségének érdeklődését. Vorian Atreides egy megfigyelőállomást létesít a bolygón. Vorian és Leronica Tergiet gyermekei voltak az Atreides-ház ősei, miközben a Szövetségből kialakul a Landsraad, amely az elkövetkező generációkon keresztül kormányozza a bolygót.
Az Atreidesek alatt a bolygó volt az Atredidesek többségének szülőhelye, így itt született Leto Atreides herceg, és fiai, Victor és Paul. A Liga szerinti 10191-ben az Atreidesek kénytelenek voltak lemondani a caladani hűbérbirtokukról – amely ekkorra több mint 10 000 éve a birtokukban volt –, és átvenni az Arrakis irányítását, amely addig a Harkonnenek kezében volt. A Caladan hűbéri joga ekkor névleg Hasimir Fenring gróf kezébe került, aki megkapta a caladani sziridárságot, egy rövid időre, L. sz. 10193-ig, amikor IV. Shaddam bukásakor követte őt a Salusa Secundusra.
Paul trónra lépésével a Caladan visszatért az Atreidesek uralma alá és Paul az ecazi Xidd Orlaq-ot tette meg helytartónak. Paul császársága első évének elteltével Jessica visszatért a Caladanra. Az ezt követő 5000 évben a Caladan neve Dan-ra rövidült. Az Ínséges időket és a Szétszóródást követő időkben, mikor mindent újra feltérképeztek, a bolygót szintén Dannak nevezik. Ekkorra már letűnnek olyan házak, mint az Atreides, és a Harkonnen. A bolygón továbbfejlesztett arctáncoltatók kiterjedt ghola-programot folytatnak, amely során a Caladanon újraépítik a letűnt struktúrákat, a gholák memóriájának felébresztése érdekében.
A Kralizec után a bolygóra költözik Jessica Atreides és Dr. Wellington Yueh gholája.